# Kermur de Legal
François Antoine de Kermur Sire de Legal  (Versalhes, 4 de setembro de 1702 – 1792) foi um enxadrista francês considerado com um dos mais fortes do mundo por volta da década de 1730, tendo ensinado xadrez a François-André Philidor, que o superou posteriormente.